# Habitatge al carrer de la Creu, 19 (la Portella)
L'Habitatge al carrer de la Creu, 19 és una obra historicista de la Portella (Segrià) inclosa a l'Inventari del Patrimoni Arquitectònic de Catalunya.

## Descripció
Es tracta d'una casa senyorial, amb planta baixa i dues plantes. A la façana, sobre la balconada central, en una rajola, hi possa: "Mandada construir por Don Francisco Borras. Año de 1868."

## Història
La Portella era una avançada cristiana a l'altra banda de la Noguera després de la conquesta d'Albesa (1143-1145). La meitat del terme va ser concedit a la comanda d'Hospitalers d'Alguaire (1173) i l'altre meitat a Pere de Belluís que la vengué el 1179.